# Skłodowska (krater marsjański)
Skłodowska – krater uderzeniowy na powierzchni Marsa o średnicy około 110 km, położony na 33,52° szerokości północnej i 357,05° długości wschodniej.
Decyzją Międzynarodowej Unii Astronomicznej w 1973 roku został nazwany od polskiej uczonej Marii Skłodowskiej-Curie.